# Robert Nisbet (wioślarz)
Robert Archibald "Archie" Nisbet (ur. 23 listopada 1900 w Kensington, zm. 13 września 1986 w Sutton) – brytyjski wioślarz, oficer i trener, srebrny medalista olimpijski. 
Kształcił się w Pembroke College Uniwersytetu Oksfordzkiego. 
Wystąpił na igrzyskach olimpijskich w Amsterdamie w 1928 roku, gdzie wspólnie z Terence'em O’Brienem zdobył srebrny medal w dwójkach bez sternika. Do złotych medalistów, Niemców, Brytyjczycy stracili 2,4 sekundy. Był to jego jedyny start olimpijski.
Po zakończeniu kariery był trenerem. Prowadził między innymi osadę Cambridge podczas The Boat Race w 1935, w której składzie znaleźli się między innymi Ran Laurie i Jack Wilson.
W trakcie II wojny światowej służył w Royal Naval Reserve w stopniu komandora podporucznika. W 1944 został oficerem Orderu Imperium Brytyjskiego.